# Lissemys scutata
La tartaruga alata della Birmania (Lissemys scutata Peters, 1868) è una tartaruga della famiglia dei Trionichidi.

## Descrizione
Il carapace (lungo fino a 37 cm) è di colore marrone-oliva o marrone, con alcune macchie (nei giovani) o reticolature (negli adulti) scure. Il termine «alata» deriva dalla presenza di due alette femorali situate sul piastrone che ricoprono le zampe quando vengono retratte nel carapace. La testa, verde oliva o marrone, presenta una striscia scura indistinta che si prolunga dietro ad ogni orbita ed un'altra che passa tra gli occhi.

## Distribuzione e habitat
Come indica il nome, questa specie vive nella Birmania, nei bacini dei fiumi Irrawaddy e Salween, e nell'estremità occidentale della Thailandia. Kuchling ha trovato esemplari di questa specie in vendita sui banchi di alcuni mercati della provincia dello Yunnan (Cina) ed ha quindi ipotizzato che viva anche in tale regione.

## Biologia
La tartaruga alata della Birmania è onnivora e si nutre di rane, pesci, crostacei, chiocciole acquatiche, bivalvi e lombrichi, nonché di materiale vegetale.
Le abitudini riproduttive non sono ben note, ma si ritiene che siano simili a quelle della tartaruga alata indiana (Lissemys punctata), una parente così stretta che in passato L. scutata veniva considerata una sua sottospecie, col nome di L. p. scutata.